# Chaptalia hermogenis
Chaptalia hermogenis là một loài thực vật có hoa trong họ Cúc. Loài này được M.D.Moraes mô tả khoa học đầu tiên năm 1998.